# 偽硬毛鼠
偽硬毛鼠（Hexolobodon phenax）是一種已滅絕的硬毛鼠，屬於只有牠們的偽硬毛鼠屬。牠們是在多米尼加共和國及海地發現的。